# Jürgen Nolte
Jürgen Nolte (Bonn, 19 de noviembre de 1959) es un deportista alemán que compitió en esgrima, especialista en la modalidad de sable.
Ganó tres medallas en el Campeonato Mundial de Esgrima entre los años 1989 y 1991. Participó en tres Juegos Olímpicos de Verano, ocupando el cuarto lugar en Los Ángeles 1984, el sexto en Seúl 1988 y el quinto en Barcelona 1992, en la prueba por equipos.

## Palmarés internacional
| Representando a la RFA   |                         |                   |                   |
| Campeonato Mundial       |                         |                   |                   |
| Año                      | Lugar                   | Medalla           | Prueba            |
| 1989                     | Denver (Estados Unidos) | Medalla de plata  | Sable por equipos |
| 1990                     | Lyon (Francia)          | Medalla de bronce | Sable por equipos |
| Representando a Alemania |                         |                   |                   |
| Campeonato Mundial       |                         |                   |                   |
| Año                      | Lugar                   | Medalla           | Prueba            |
| 1991                     | Budapest (Hungría)      | Medalla de bronce | Sable por equipos |